# أستراليا المفتوحة 2009
هنا قائمة ببطولات أستراليا المفتوحة لسنة 2009:

## الأبطال

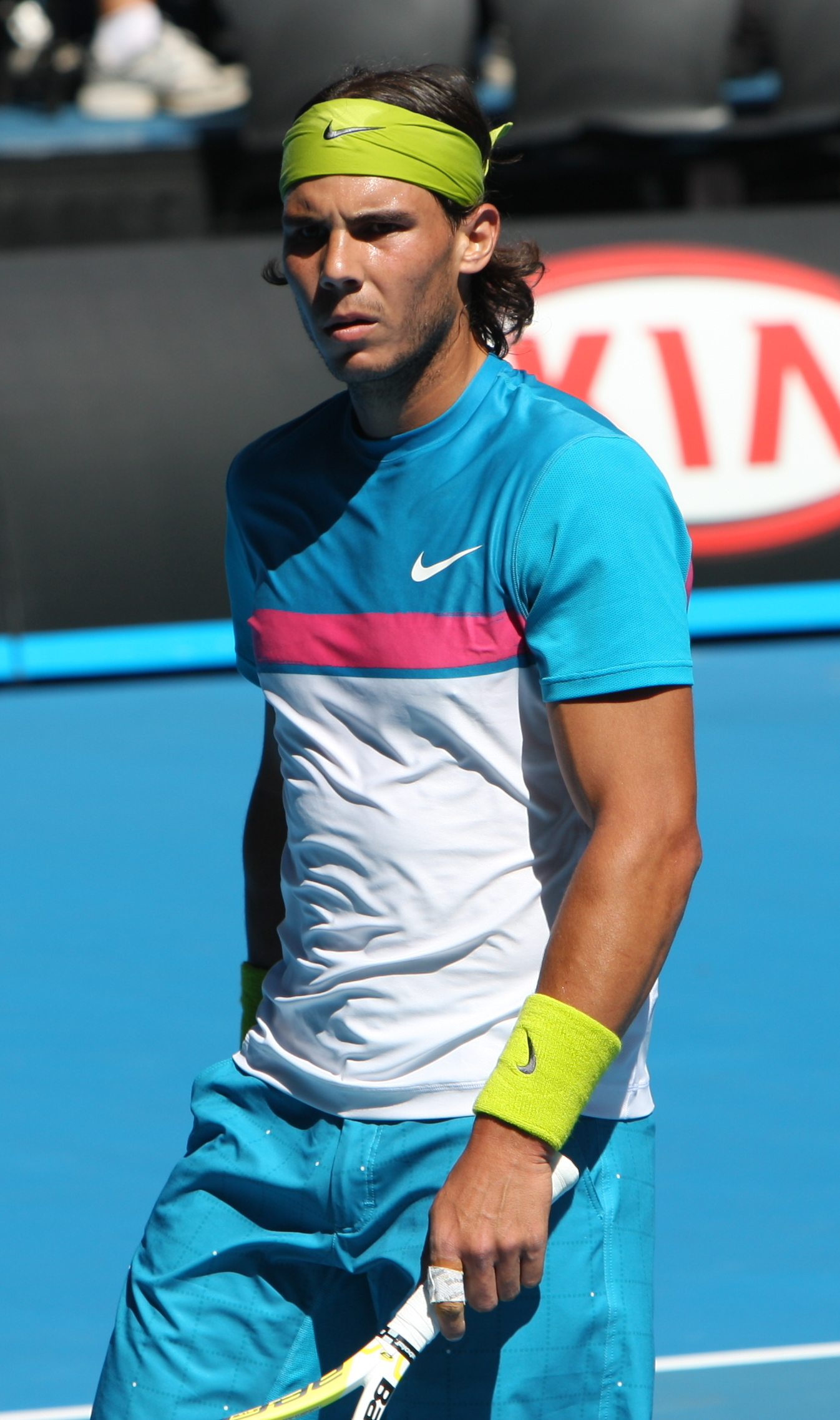
رافاييل نادال بطل فردي الرجال في هذه النسخة.

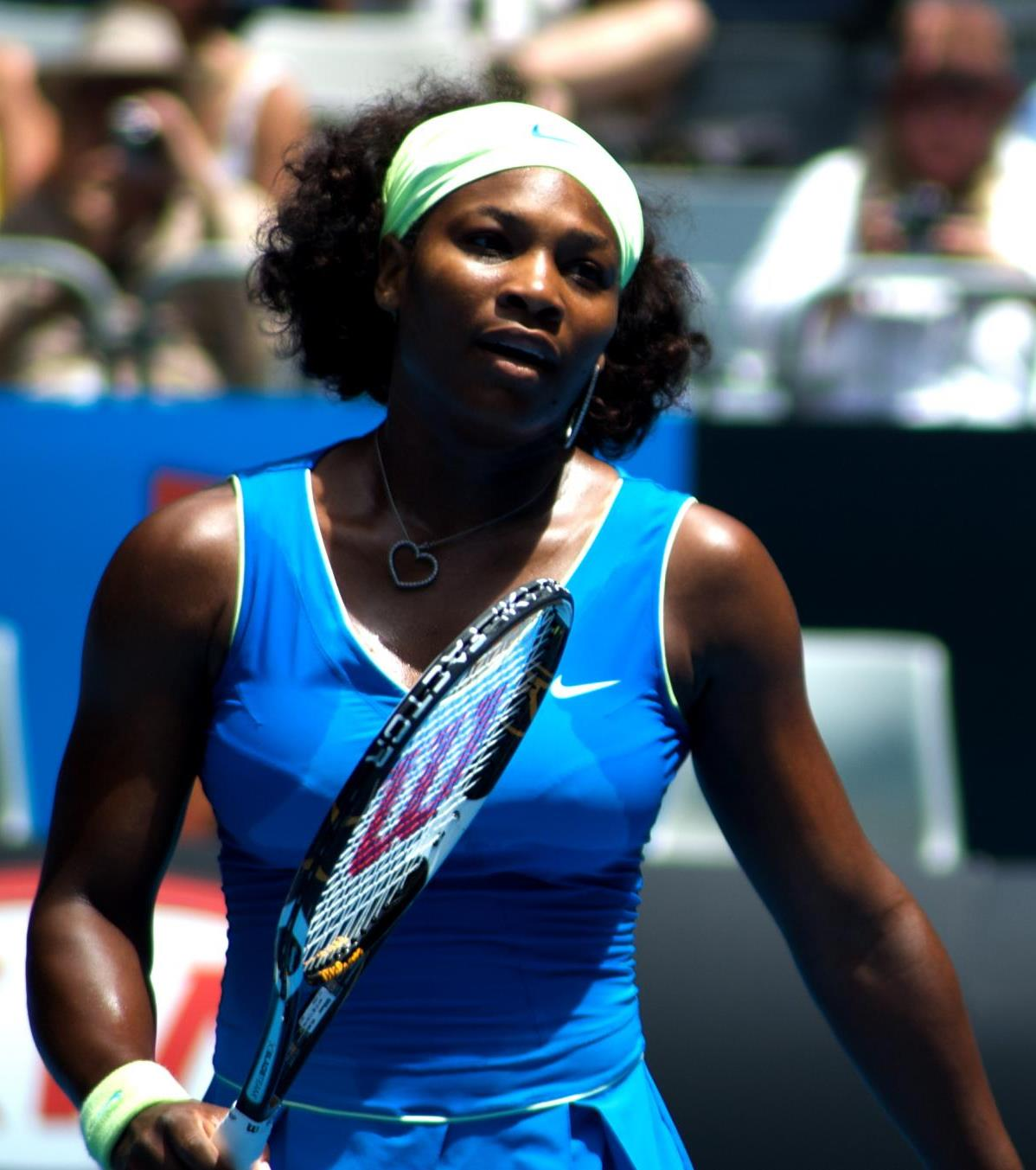
سيرينا ويليامز بطلة فردي السيدات.

### فردي رجال
رافاييل نادال هزم.  روجر فيدرير, 7–5, 3–6, 7–6(3), 3–6, 6–2

### فردي سيدات
سيرينا ويليامز هزمت.  دينارا سافينا, 6–0, 6–3

### زوجي رجال
بوب براين /  مايك براين هزما.  ماهيش بوباتي /  مارك نولز, 2–6, 7–5, 6–0

### زوجي سيدات
سيرينا ويليامز /  فينوس ويليامز هزمتا.  دانيلا هانتشوفا /  اي سوجياما, 6–3, 6–3

### زوجي مختلط
سانيا ميرزا /  ماهيش بوباتي هزما.
 ناتالي ديشي /  أندي رام, 6–3, 6–1